# محتويات تسريبات البرقيات الدبلوماسية الأميركية (إيران)
تضمن محتوى البرقيات الدبلوماسية الأميركية المسربة وصفا لإيران وعلاقاتها بشكل كثيف. بدأ التسريب في 28 نوفمبر/تشرين الثاني 2010، عندما بدأ موقع ويكيليكســ المنظمة الإعلامية الدولية غير الربحية بنشر وثائق سرية من مصادر إخبارية مجهولة وتسريبات إخبارية ــ حيث تتضمن الوثائق السرية مراسلات مفصلة (برقيات دبلوماسية) بين وزارة الخارجية الأميركية وبعثاتها الدبلوماسية في مختلف أنحاء العالم.

## العلاقات الإيرانية العربية
وتشير البرقيات المسربة إلى وجود شعور أميركي بعدم الثقة القوية من قادة الحكومات العربية تجاه الدولة الإيرانية، فضلاً عن تشجيع القادة العرب المؤيدين للولايات المتحدة لضربة عسكرية للمنشآت النووية في إيران.   وقد حث الملك السعودي عبد الله الولايات المتحدة مراراً وتكراراً على مهاجمة المنشآت النووية الإيرانية.  وفي إحدى البرقيات الدبلوماسية، قال الملك عبد الله إنه من الضروري "قطع رأس الأفعى"، في إشارة إلى البرنامج النووي الإيراني. وتظل هذه المشكلة قائمة، حيث امتنع العديد من الزعماء العرب عن انتقاد إيران علناً، بسبب الدعم الشعبي الذي تحظى به إيران في بعض البلدان العربية.  

### العلاقات الإيرانية الإماراتية
حث محمد بن زايد ولي عهد ( آنذاك) أبو ظبي الولايات المتحدة على عدم استرضاء طهران وقال إن الرئيس الإيراني " محمود أحمدي نجاد هو هتلر ". 

### العلاقات الإيرانية البحرينية
نُقل عن الملك حمد بن عيسى ملك البحرين في عام 2009 قوله: "يجب إيقاف [ البرنامج النووي الإيراني ]. إن خطر السماح له بالاستمرار أكبر من خطر إيقافه".  

### العلاقات الإيرانية المصرية
في عام 2009، نُقل عن اللواء محمد العصار ، مساعد وزير الدفاع المصري محمد حسين طنطاوي ، قوله إن " مصر تنظر إلى إيران باعتبارها تهديدًا للمنطقة". 

## الصواريخ الكورية الشمالية
بينما قدرت الاستخبارات الأميركية أن إيران حصلت من كوريا الشمالية على صواريخ متطورة (مشتقة من تصميم سوفييتي) أقوى من تلك التي كانت قد اعترفت الولايات المتحدة علناً بأنها بحوزة إيران.  تتمتع هذه الصواريخ، التي تحمل اسم هواسونغ 10 (BM-25) بمدى يصل إلى 2,000 ميل (3,200 كـم) . 

## الصراع الداخلي
أشارت الولايات المتحدة إلى وجود خلاف بين أحمدي نجاد وقائد الحرس الثوري محمد علي جعفري. واستشهدت بحادثة وقعت خلال اجتماع المجلس الأعلى للأمن القومي الإيراني عندما صرح أحمدي نجاد (فيما يتعلق بالتعامل مع احتجاجات المعارضة) بأن "الناس يشعرون بالاختناق"، وتساءل أنه لتهدئة الوضع قد يكون من الضروري السماح بمزيد من الحريات الشخصية والاجتماعية، بما في ذلك المزيد من حرية الصحافة"، فرد جعفري قائلاً: "أنت مخطئ! [في الواقع] أنت من خلق هذه الفوضى! والآن تقول أعطوا المزيد من الحرية للصحافة؟!"، ثم صفع أحمدي نجاد على وجهه. وقد نشأ ضجة وتم إلغاء اجتماع المجلس الأعلى للأمن القومي، حتى تمكن آية الله أحمد جنتي من التوفيق بين الطرفين. 

## عودة ظهور حزب توده
كان هناك تقارير تفيد بأن حزب توده الإيراني المحظور منذ فترة طويلة يكتسب أرضية بين موظفي الحكومة وسكان الطبقة العاملة، وأنهم كانوا القوة الدافعة وراء الإضرابات الأخيرة. 

## صحةعلي خامنئي
ذكر أيضا أن حليفًا مجهولًا للرئيس الإيراني السابق أكبر هاشمي رفسنجاني قد صرح أن المرشد الأعلى علي خامنئي مصاب بسرطان الدم في مراحله النهائية ومن المتوقع أن يموت خلال أشهر، وأن عدم رغبة رفسنجاني في التصرف بعد الانتخابات الرئاسية الإيرانية المتنازع عليها عام 2009 يأتي من رغبته في خلافة خامنئي وإلغاء انتخاب أحمدي نجاد بعد ذلك.

## استغلال جمعية الهلال الأحمر الإيراني
وتشير التقارير إلى أن جمعية الهلال الأحمر الإيراني كانت خاضعة لسيطرة الحكومة الإيرانية بشكل نشط وكانت متورطة في تهريب الأسلحة غير المشروعة وجمع المعلومات الاستخباراتية نيابة عن إيران. 

## العقوبات الأمريكية
أشارت برقية صادرة عن وزارة الخارجية الأميركية إلى أن الولايات المتحدة تسعى إلى مزيد من تعاون حلفائها لفرض المزيد من العقوبات على إيران رداً على برنامجها النووي.

## المراسلات الاستخباراتية الإيرانية الكندية
وذكرت التسريبات أن جيم جود، المدير السابق لجهاز الاستخبارات الأمنية الكندي، قد صرح للمسؤول في وزارة الخارجية الأمريكية إليوت أ. كوهين، بأنه وزملاءه "قلقون للغاية" بشأن إيران. حيث أن جهاز الاستخبارات الكندي قد تواصل مؤخرًا مع وزارة الاستخبارات والأمن الإيرانية بعد أن طلبت الأخيرة "قناة اتصال خاصة بها مع كندا". وكان الإيرانيون قد وافقوا على "المساعدة" في الحرب في أفغانستان، بما في ذلك تبادل المعلومات بشأن الهجمات المحتملة، على الرغم من أنهم رفضوا العرض. وأشار جيم جود أيضًا إلى أننا "لم نتمكن من معرفة ما يخططون له"، مضيفًا أنه من الواضح أن الإيرانيين يريدون أن "تنزف القوة العسكرية لحلف شمال الأطلسي في أفغانستان ببطء".  

## الجريمة المنظمة
وبحسب برقية أرسلتها السفارة الأميركية في باكو، عاصمة أذربيجان، في عام 2009، هناك "شائعة واسعة النطاق" مفادها أن العديد من الإيرانيين في باكو يمارسون أنشطة غير مشروعة وأن هذه الأنشطة مرتبطة بإيران. وتشمل هذه الأنشطة انتهاك العقوبات، وغسل الأموال، والحصول على قطع الغيار والمعدات وتوليد الإيرادات للحرس الثوري الإيراني وإدارة تهريب المخدرات القادمة من إيران. وتذكر البرقية أن العديد من الإيرانيين المقيمين في باكو من خلفيات مختلفة، بما في ذلك الطلاب ورجال الأعمال ونشطاء حقوق الإنسان، يشاركون في هذه الأنشطة.

## روابط خارجية
- برقيات السفارة الأمريكية السرية من ويكيليكس